# Teresa Żylis-Gara

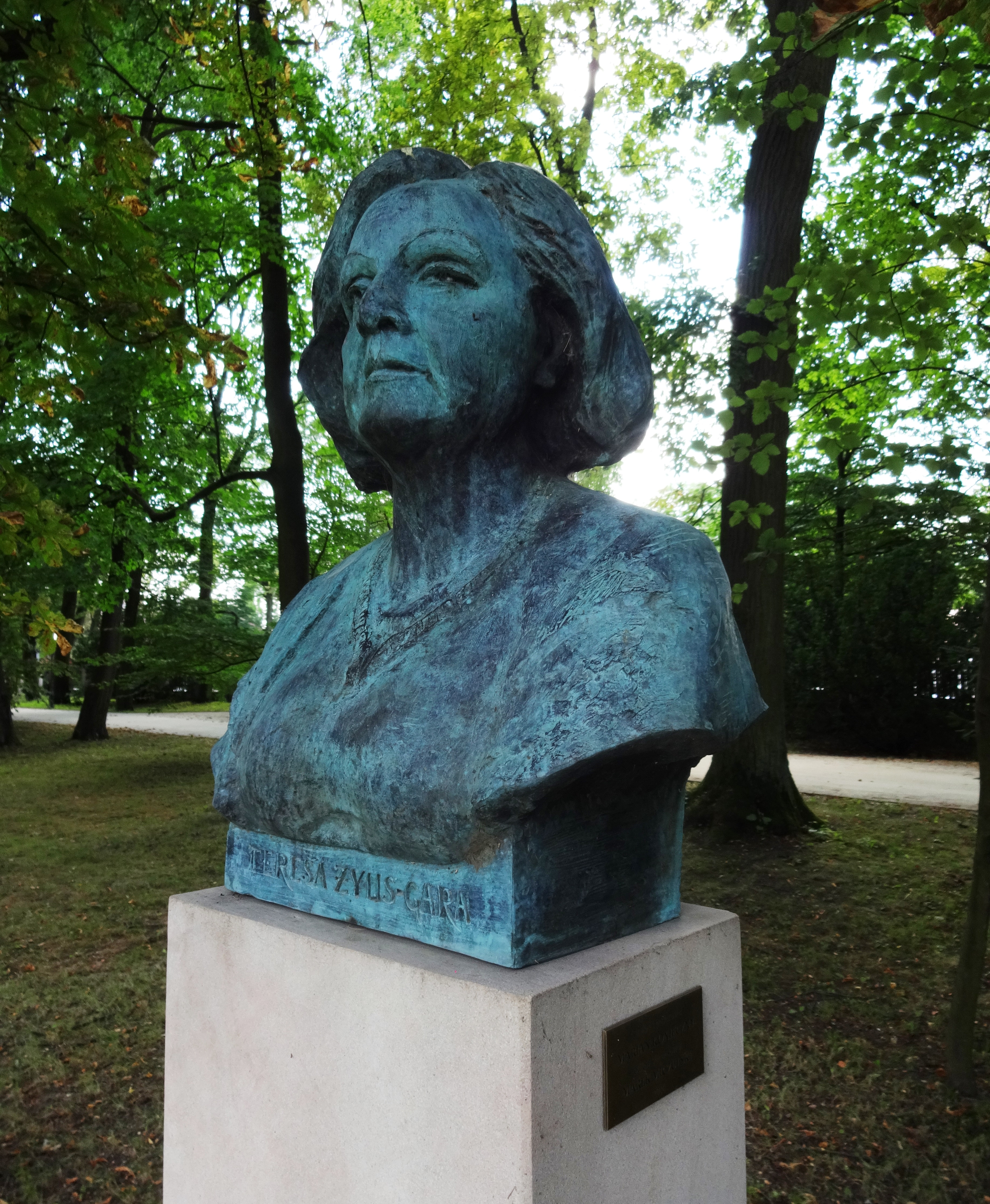
Teresa Żylis-Gara, Büste (Foto 2017)

Teresa Geralda Żylis-Gara (* 23. Januar 1930 in Landwarów bei Wilna; † 28. August 2021 in Łódź) war eine polnische Opernsängerin (Sopran).

## Leben
Ihre Ausbildung erhielt sie an der Musikakademie Łódź bei Olga Felixowna Olgina. 1954 gewann sie den ersten Preis beim Musikwettbewerb in Warschau und gab 1956 ihr Debüt in der Titelpartie der Oper Halka von Stanisław Moniuszko an der Oper Krakau. Nachdem sie 1960 einen 3. Preis beim Gesangswettbewerb der ARD gewonnen hatte, verlegte sie ihre Tätigkeit nach Deutschland, wo sie zuerst am Theater Oberhausen, ab 1962 am Theater Dortmund und von 1965 bis 1969 an der Deutschen Oper am Rhein in Düsseldorf engagiert war. Żylis-Gara trat auch als Konzertsängerin hervor.
Sie trat bei den Festspielen in Glyndebourne, Orange und Salzburg auf, sowie an der Mailänder Scala, der Grand Opéra Paris, der Covent Garden Opera in London, am Teatro Colón in Buenos Aires, an den Opernhäusern in Mexico und San Francisco, der Wiener Staatsoper, der Deutschen Oper Berlin und an der Staatsoper Hamburg. Von 1969 bis 1984 war sie Ensemblemitglied der Metropolitan Opera in New York.
Später arbeitete sie in Polen als Gesangspädagogin.

## CD-Aufnahmen
- Bach: Matthäuspassion – EMI
- Chausson: Le roi Arthus (Genièvre) – Erato
- Chopin: Mélodies – Erato
- Donizetti: Anna Bolena – Opera Depot
- Dvořák: Requiem – Apex
- Händel: Coronation Anthems – EMI
- Mahler: 2. Sinfonie – Forlane
- Mercadante: Il giuramento (Elaisa) – Rodolphe
- Massenet: Manon – Gala
- Mozart: Don Giovanni (Elvira) – Deutsche Grammophon
- Mozart: Don Giovanni – Orfeo
- Mozart: Requiem – EMI
- Rossini: Mosè (Anaide) – Frequenz
- Strauss: Ariadne auf Naxos (Komponist) – EMI
- Arien aus Slawischen Opern – Rodolphe
- Opern-Arien – Muza
- Metropolitan Opera Gala – Deutsche Grammophon